# Musotima narcissusalis
Musotima narcissusalis là một loài bướm đêm trong họ Crambidae.